# Guarasugwes
Los guarasugwes o pausernas es un pueblo indígena de Bolivia y de Brasil que vive a lo largo del río Iténez o Guaporé. La mayoría de ellos viven en la parte sureste del departamento del Beni en Bolivia. El nombre pauserna deriva de la abundancia del árbol de pao cerne en su área. También se los conoce como araibayba, carabere, guarasug'we, guarayuta, itatín, moterequoa, pau cerna y pauserna-guarasug'we.
La población que se autorreconoció como guarasugwe en el censo boliviano de 2001 fue de 9 personas. Este número aumentó a 125 en el censo de 2012.
Solo algunas de las personas mayores hablan la lengua pauserna o guarasugwe, que es un idioma descendiente del guaraní y miembro de la familia Tupí.

## Historia
Lo más probable es que los guarasugwes emigraron a Bolivia desde Paraguay siglos antes, cuando los guaraníes atacaron las fronteras del Imperio incaico. Se cree que los antepasados de los guarasugwes son los guaraníes. El idioma guarayo y el pauserna alguna vez formaron un solo grupo; una parte de ese grupo, los ancestros de los guarayos, fueron trasladados a misiones, y la otra parte se mantuvo independiente y se la conoce como guarasugwe o pauserna. Su primer contacto significativo con personas externas se produjo en la década de 1880, cuando los recolectores de goma llegaron al área. Cuando Erland Nordenskiöld los visitó durante su expedición en 1914, eran pocos en número como resultado de enfermedades. Los visitó en el lado brasileño de río Guaporé en un pueblo llamado Orikoripe. Allí vivían ocho familias y, a excepción de éstas, había unas 15 familias más en toda el área pauserna en ese momento. La mayoría de esas familias vivían en el lado boliviano. Su población entró en un período de declive sostenido en el siglo XX. De aproximadamente 130 personas en 1930, los guarasugwes declinaron a 60 personas en 1965 y a menos de 30 en la década de 1970.

## Subsistencia
Originalmente cazadores recolectores, los guarasugwes se han convertido en horticultores. Plantaban una gran variedad de alimentos y otras plantas disponibles antes del contacto, pero ahora han dejado de cultivar mandioca y han adoptado el cultivo de arroz y caripo (ñames). Los grupos despejan y preparan los campos para plantar. Los hombres siembran maíz y las mujeres siembran mandioca y ayudan en la cosecha. Algunos también recolectan caucho e ipecac, que se utiliza para fabricar productos farmacéuticos. Nordenskiöld escribió que los guarasugwes disfrutan de la carne de los caimanes.

## Viviendas
Los guarasugwes vivieron alguna vez en viviendas multifamiliares pero ahora viven en viviendas unifamiliares. Dentro de la casa hay muebles de almacenamiento de alimentos y hamacas de algodón. Para sentarse, los hombres tienen bancos y las mujeres tienen colchonetas.

## Artesanía y ropa
Los guarasugwes fabrican y visten ropa de corteza y tejidos de algodón. Las mujeres hilan el hilo de algodón con un huso y un telar vertical. Las ollas se hacen con arcilla templada con potesherds triturados.

## Sociedad y cultura
Los niños a menudo eran escarificados y sangrados para hacerlos fuertes. Las niñas permanecían aisladas durante un mes en la pubertad, alimentadas con una dieta restringida y se las tatuaba en los brazos y los senos. Se preferían los matrimonios entre primos cruzados y aquellos entre un hombre y la hija de su hermana. Una niña o una mujer no podía casarse sin el consentimiento de su padre y su hermano. La poliginia era común. La residencia postmarital fue matrilocal al principio, y luego neolocal. Las mujeres embarazadas debían observar ciertos tabúes alimentarios. Los padres observaron la couvade permaneciendo en hamacas durante tres días después del nacimiento de sus hijos: se creía que el alma de un niño sigue al padre del niño y podría lesionarse si no se observaba esto inmediatamente después del nacimiento. Los muertos fueron enterrados en tumbas, sobre las cuales se construía una choza; hoy están enterrados en sus chozas, vistiendo sus pinturas y ornamentos, envueltos en esteras y mirando hacia el oeste.